# James Radclyffe (3e comte de Derwentwater)
James Radclyffe, 3e comte de Derwentwater (26 juin 1689 – 24 février 1716) est un jacobite anglais, exécuté pour trahison.

## Biographie
Radclyffe est le fils d'Edward Radclyffe, 2e comte de Derwentwater, et de Lady Mary Tudor, fille naturelle de Charles II et de Moll Davis. Il est élevé à la cour exilée de Saint-Germain comme compagnon du jeune prince, Jacques François Stuart (le « vieux prétendant » après la mort de son père, Jacques II), et y reste jusqu'au vœu de la reine Marie de Modène, à la mort de son père en 1705. Il hérite alors des titres de famille (en) et s'établit dans le Northumberland.
Après cela, il voyage sur le continent, passant par les Pays-Bas pour gagner Londres en novembre 1709, puis se rend pour la première fois dans ses domaines du Cumberland au début de 1710. Il passe les deux années suivantes à Dilston Hall (en), dans le Northumberland, manoir construit par son grand-père sur le site de la maison ancestrale de 1521 ; les domaines ont été confisqués après la guerre civile en raison de la récusation de son grand-père (en). Il les récupère et entreprend la construction d'un grand manoir pour remplacer l'ancien, une tâche qui ne fut jamais terminée.
En 1715, il rejoint la conspiration. Soupçonné par le gouvernement, la veille de l'insurrection, le secrétaire d'État Stanhope signe un mandat d'arrêt à son encontre. Un messager est envoyé à Durham pour le lui remettre, mais Radclyffe prend la fuite. Il apprend que Thomas Forster a pris l'étendard du prétendant ; Radclyffe le rejoint à Greenrigg (en), le 6 octobre 1715, à la tête d'une compagnie d'approximativement 70 gentilshommes et serviteurs armés de Dilston Hall, laquelle est sous le commandement immédiat de son frère, Charles Radclyffe. Leur plan est de traverser le Lancashire pour se rendre dans le Staffordshire, pour y trouver du soutien. L'expédition est passée principalement entre les mains du colonel Henry Oxburgh, qui a servi sous les ordres du duc de Marlborough en Flandre.
Les rebelles occupent Preston puis sont vaincus après une bataille (en) contre les forces loyalistes. Radclyffe approuve la décision de Forster de capituler devant la supériorité des forces armées du général Wills. Il est escorté avec les autres prisonniers à Londres par le général Henry Lumley et est logé dans la tour Devereux de la tour de Londres, aux côtés des comtes de Nithsdale et de Carnwath (en), ainsi que de Lords Widdrington, Kenmure et Nairne. Il est interrogé par le Conseil privé le 10 janvier 1716 et mis en accusation avec les autres seigneurs le 19 janvier. Derwentwater plaide coupable, allégeant ainsi son inexpérience, et conseille à ceux qui l'entouraient d'appeler à la clémence royale. Il est jugé coupable et condamné à mort.
Des pétitions sont déposées devant les deux chambres du Parlement et le sujet est porté jusqu'à la chambre haute et au trône le 22 février, demandant au roi George Ier de gracier les seigneurs condamnés étant dignes de clémence. Widdrington, Carnwath et Nairn sont graciés. La comtesse, accompagnée de sa sœur, de leur tante maternelle, Anne Brudenell, duchesse de Richmond, de la duchesse de Cleveland et d’autres dames, est introduite par le duc de Richmond dans la chambre du roi, où la comtesse, en français, implore la miséricorde de majesté. Le roi, cependant, encouragé par son ministre (qui lui rapporte qu'on lui avait proposé 60 000 £ pour sauver Derwentwater, mais qu'il est déterminé à faire un exemple), s'obstine dans son verdict.
Derwentwater est décapité à Tower Hill le 24 février 1716. Sur l'échafaud, il exprime son regret d'avoir plaidé coupable et déclare sa dévotion pour la religion catholique romaine et pour Jacques III.
Lord Kenmure est châtié à ses côtés ; le comte de Nithsdale s'est échappé de la tour la veille, Charles Radclyffe s'est enfui en France mais est capturé en 1745 à son retour en Angleterre pour soutenir le soulèvement de 1745 et est exécuté l'année suivante. Nairne est toujours dans la tour de Londres en 1717 et peut donc bénéficier de la loi de 1717 sur la grâce et pardon (en).
Le jour de sa décapitation, les aurores boréales auraient été exceptionnellement brillantes et portent depuis le nom de « lumières de Lord Derwentwater ».
Derwentwater est dépouillé de ses honneurs et titres (mais ses successeurs ont continué à utiliser les titres) et ses biens sont confisqués. En 1748, Dilston Hall et le reste des domaines de Derwentwater sont octroyés par acte du Parlement à l'hôpital royal de Greenwich (en).

## Famille
Radclyffe épouse Anna Maria Webb (décédée le 19 août 1723) le 10 juillet 1712. Elle est la fille aînée de Sir John Webb, troisième baronnet d'Odstock, et de Barbara, fille et héritière de John Belasyse, premier baron Belasyse.
Leur fils unique John Radclyffe, 4e comte de Derwentwater (1713-1731), lui succède. Il est généralement admis que John est décédé à l'âge de 19 ans des suites d'une lithotomie mal exécutée. Au milieu du XIXe siècle, une femme qui prétend être son arrière-petite-fille et se présente comme la comtesse de Derwentwater (en) revendique les biens de Derwentwater, mais est finalement reconnue comme usurpatrice. Elle affirme que John n'est pas mort en 1731, mais s'est réfugié en Allemagne pour éviter une tentative d'assassinat sur sa personne par le gouvernement hanovrien.
Ils ont également une fille, Mary Mary Radclyffe (1714-17 janvier 1760), qui épousera Robert James Petre, 8e baron Petre (en) ; ils ont trois filles et un fils, Robert Petre, 9e baron Petre (en).
Lady Derwentwater et ses enfants se réfugient à Bruxelles en 1721 et y sont morts de la variole en 1723.

## Dans la culture populaire
La vie et la mort du comte de Derwentwater inspirent plusieurs œuvres :
- « Lord Derwentwater », compilé par Francis Child et publié sous le nom « Child Ballad 208 » dans le recueil intitulé English and Scottish Popular Ballads (1882-1898)[6] ;
- « Lord Allenwater », compilé par Ralph Vaughan Williams en 1904 d'après un chant d'Emily Stears[7] ;
- Radclyffe occupe une place notable dans les romans historiques Dorothy Forster de Walter Besant et Devil Water d'Anya Seton.